# Lusitanops expansus
Lusitanops expansus is een slakkensoort uit de familie van de Raphitomidae. De wetenschappelijke naam van de soort werd in 1878 voor het eerst geldig gepubliceerd door Georg Ossian Sars.